# 2749 Walterhorn
2749 Walterhorn este un asteroid din centura principală, descoperit pe 11 octombrie 1937, de Karl Reinmuth.